# Gora

Gora

Gora (albanska: Gora; serbiska: Gora (latinska), Гора (kyrilliska) ) är ett geografiskt område i sydligaste delen av Kosovo och den nordöstra delen av Albanien. Området är mestadels bebott av goranerfolket, vilket är en slavisk folkgrupp. Namnet "gora" betyder "berg" på sydslaviska språk.
Enligt folkräkningen 1991 hade Goraregionen i Kosovo en befolkning bestående av 17 574 personer, varav 91,68% var goraner och 5,35% var albaner.
Goraregionen gränsar till både Nordmakedonien och Albanien.

## Historia
Gora nämns första gången 1348 av den serbiske tsaren Stefan Dušan som ett župa (ett administrativt område), som bestod av sju byar som Stefan Dušan lämnade som gåva till sitt nybyggda kloster "Den heliga ärkeängeln" i närheten av Prizren.
Mellan 1992 och 1999 var Gora en egen kommun men idag ingår regionen i kommunen Dragaš efter att FN dragit om kommungränserna i Kosovo.